# 375e anniversaire de Montréal

Logo de la Société des célébrations du anniversaire de Montréal

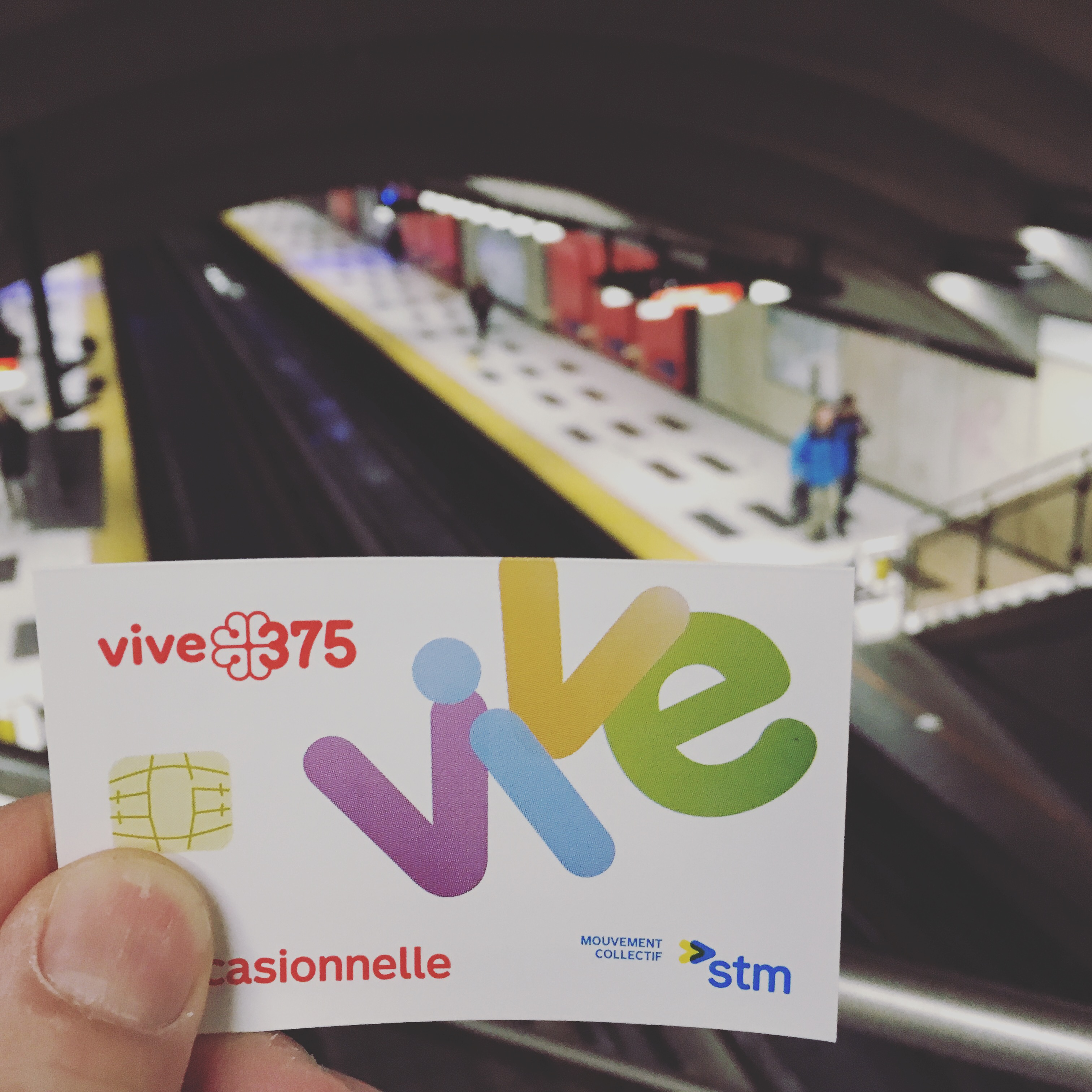
Carte OPUS à l'effigie du 375e anniversaire dans le métro de Montréal.

Le 375e anniversaire de Montréal est un événement historique célébré en 2017 à Montréal.

## Histoire
En mai 1642, une quarantaine d’engagés, venus de France sous la gouverne de Paul de Chomedey de Maisonneuve et de Jeanne Mance, débarquèrent sur les rives de ce qui allait devenir Montréal. Leur but était de fonder sur une île d’Amérique, une ville missionnaire où vivraient Premières nations et Français. Ce projet donne naissance par la suite à une des grandes métropoles culturelles, industrielles et commerciales d’Amérique du Nord.

## Organisation
La célébration est organisée par la Société des célébrations du 375e anniversaire de Montréal, un organisme à but non lucratif qui a pour mandat d’organiser les festivités et contributions socio-économiques qui marqueront le 375e anniversaire de Montréal en 2017.
La Société a un soutien financier de la Ville de Montréal, du gouvernement du Québec et du financement privé de onze Grandes Montréalaises.

## Critiques et opposition

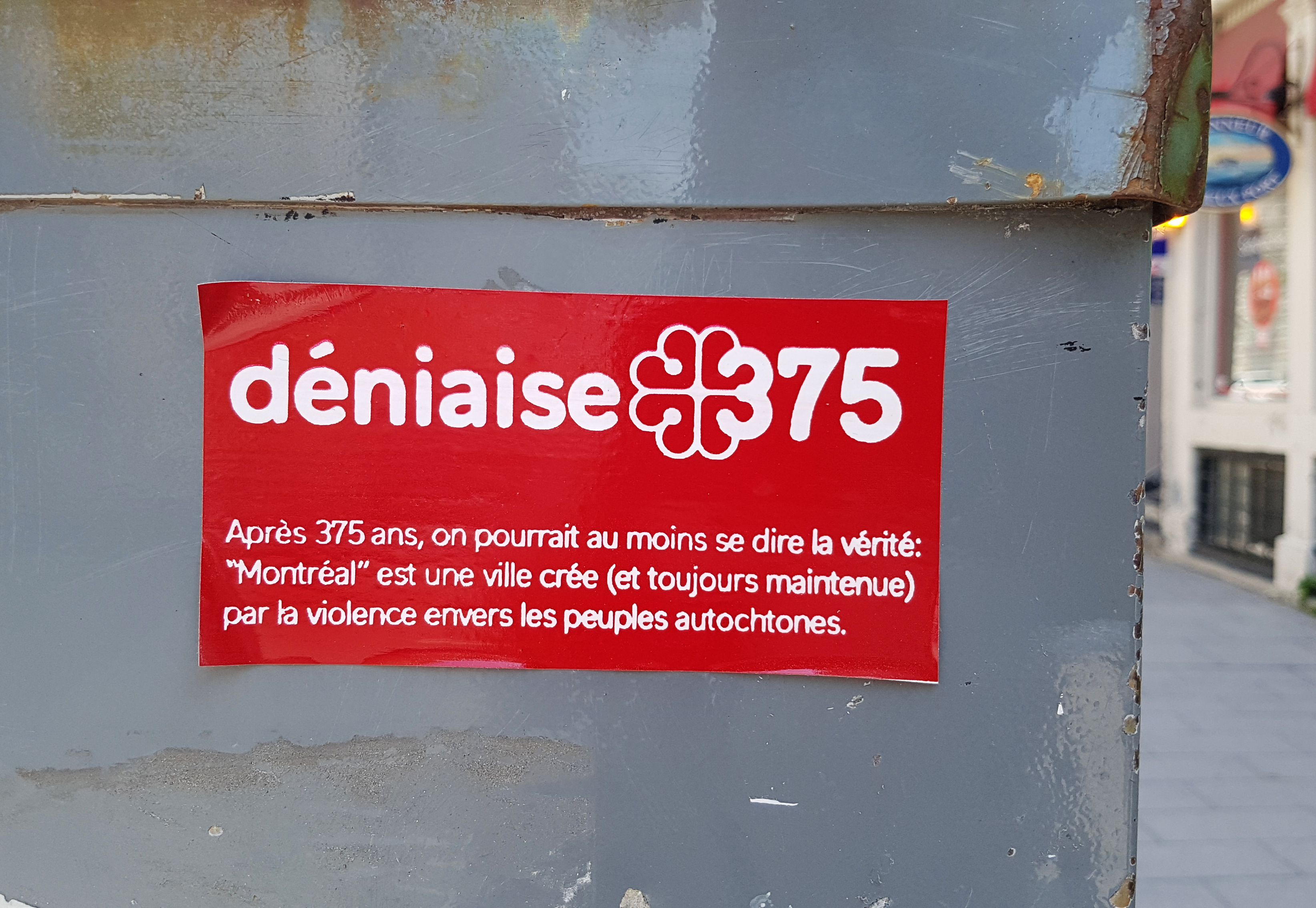
« Déniaise 375 » le 18 mai 2017 à Montréal.

Au coût estimé en mai 2017 de 1 023 524 138 dollars, dont 41 pour cent est payé par les contribuables montréalais, le coût des festivités du 375e de Montréal fait l'objet de critiques. L'un des achats les plus critiqués est celui de bancs de granit en forme de souches d'arbres à 3,45 millions de dollars sur le mont Royal,,
, dont le coût dépasse de 27 pour cent les estimations initiales de la ville. Les célébrations sont aussi plombées par les retards qu'accusent de nombreux projets.
La tenue d'un « rodéo urbain » durant les fêtes du 375e est largement critiquée, à la fois pour l'utilisation d'animaux pour ce genre de spectacles et pour le lien douteux, entre l'héritage de la ville de Montréal et cette activité,. Un commanditaire, Loblaw, se dissocie de l'événement. Des groupes de vétérinaires figurent parmi les opposants au rodéo.
Une publicité dévoilée en novembre 2016 ne mettant en vedette que des Blancs est retirée pour son manque de diversité. Une seconde publicité en avril 2017 est retirée par la Ville pour les mêmes raisons, ayant ignoré les 32 % de minorités visibles habitant Montréal.
Projet Montréal, principal parti politique d'opposition à l'équipe du maire Denis Coderre, déplore que la collection de vêtements soulignant le 375e anniversaire soient fabriquée en Asie et non localement.
Plusieurs manifestations ont lieu le jour du lancement des célébrations le 17 mai 2017, où apparaissent notamment quatre panneaux publicitaires géants payés par la Fraternité des policiers et policières de Montréal et dénonçant Denis Coderre par le message : « Un maire qui méprise ses policières et policiers depuis 3 ans, ça se fête. »,. Le jour du début des célébrations, des centaines de policiers du SPVM manifestent du Plateau Mont-Royal à l'Hôtel de ville de Montréal. D'autres manifestations le jour du lancement des célébrations dénoncent la loi municipale visant certaines races de chiens et la tenue d'un controversé rodéo à Montréal durant l'été du 375e.

## Legs

En 2017, Montréal ajoute un pin blanc au centre de son drapeau pour honorer un cinquième peuple fondateur : les autochtones.

Les célébrations du 375e anniversaire serviront à rénover certaines institutions mais aussi à d'accompagnent d'un projet de rénovation des infrastructures de la ville dont, :
- Cité mémoire de Montréal en Histoires
- Espace pour la vie: Migration du Biodôme
- Oratoire Saint-Joseph du Mont-Royal
- Maison Saint-Gabriel: Jardin des origines
- Parc du Complexe environnemental de Saint-Michel
- Escale découverte du Mont-Royal
- Pointe-à-Callière (phase 2 de l'expansion)
- Illumination du Pont Jacques-Cartier
- Projet d'aménagement et de mise en valeur du Parc Jean-Drapeau
- Projets d'arrondissements (ex: réaménagement de la rue Prince-Arthur Est sur Le Plateau-Mont-Royal, aménagement d'une plage à Verdun, aménagement d'un parcours lumineux le long du canal de Lachine
dans Le Sud-Ouest, etc.)
- Recouvrement de l'autoroute Ville-Marie et projet secteur Champ-de-Mars
- Promenade Fleuve-Montagne
- Réaménagement des abords de l'hôtel de ville (Place Vauquelin)
- Réaménagement du carrefour de la rue Sherbrooke & du Boulevard Pie-IX et création d'un parc
- Réfection de la rue Sainte-Catherine Ouest
- Projet Bonaventure
- Nouvelle gare maritime sur le Quai Alexandra du Vieux-Port de Montréal